# Генний банк
Ге́нні ба́нки. Ефективною формою збереження біорізноманіття є створення генних банків. У банках можуть зберігатися як насіння рослин, так і заморожені культури тканин або статеві клітини (частіше зберігають заморожену сперму), з яких можна отримати тварин або рослини. Сьогодні у світі організовано 1300 генних банків рослин, з них 600 — великих. Особливу роль для збереження генетичної різноманітності культурних рослин відіграють банки насіння. Існує 50 банків насіння, діяльність яких координує «Консультативна група міжнародних сільськогосподарських досліджень». У них сконцентровано понад 2 млн зразків. Піонером створення колекцій насіння культурних рослин був  М. І. Вавілов, що визнано світовою спільнотою.
На жаль, в банках насіння можна зберегти не всі види, оскільки насіння більшості видів тропічних рослин позбавлені властивості перебування у спокої і тому не зберігає схожість. Неможливо зберігати навіть насіння тропічних плодових дерев, таких, як сорти кави, гевеї. Їх можна зберігати тільки у вигляді культури тканин. Банки заморожених клітин зникаючих видів тварин створено в ряді наукових центрів світу (в тому числі в Пущино-на-Оці).